# الفبای اویغوری

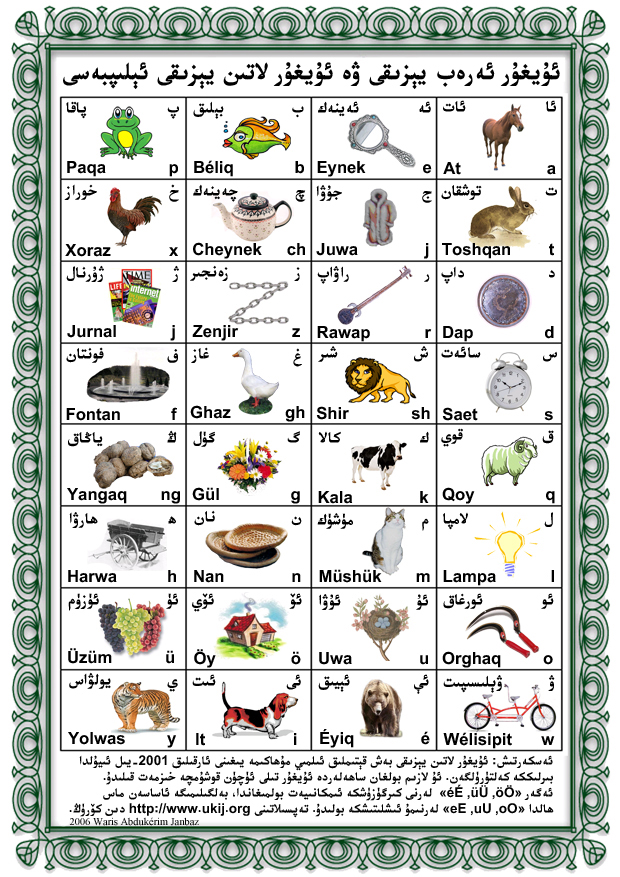
الفباهای معاصر ترکی ایغوری (لاتین و عربی) با مثال‌ها

نوشتار عربی اویغوری (به ایغوری: ئۇیغۇر ئه‌ره‌ب ییزیقی) شکلی از الفبای عربی است که برای نوشتن زبان اویغوری، عمدتاً توسط اویغورهای مقیم چین استفاده می‌شود. این یکی از چندین الفبای اویغوری است و از سال ۱۹۸۲ الفبای رسمی زبان اویغوری است. الفبای سیریلیک نیز برای نوشتار زبان اویغوری، بالاخص توسط اقلیت اویغور ساکن کشور قزاقستان استفاده می‌شود. زبان اویغوری، الفبای لاتین استانداردسازی شده نیز دارد، که توسط دانشگاه سین‌جیانگ برای استفادهٔ موازی با الفبای عربی-اویغوری و بیشتر در زمینه‌های دیجیتالی و کامپیوتری ارائه شد.

## تاریخ

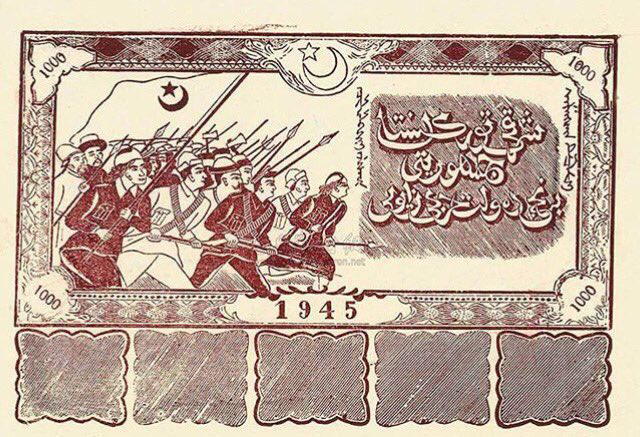
اسکناس دولت جمهوری دوم ترکستان شرقی از سال ۱۹۴۵ میلادی، متن آن به زبان اویغوری و به «نوشتار کهنهٔ اویغور» می‌باشد

اویغوری زبان ترکی تاریخی مردمان منطقهٔ تاریخی ترکستان شرقی (سین‌کیانگ) می‌باشد، و دارای ادبیات غنی چندصد ساله‌ای می‌باشد. مردم اویغور با قرار گرفتن بر جاده ابریشم، در ارتباط دائم با فارسی‌زبانان و ترک‌زبانان ماوراءالنهر و فرای آن بودند، و در نتیجهٔ آن، از قرن سیزدهم میلادی به این سو، از الفبای فارسی-عربی برای نوشتار زبان اویغوری استفاده می‌شده‌است.
این الفبا تا دههٔ ۱۹۳۰ میلادی، الفبای مردم اویغور بوده، و تعداد بی‌شماری اثر ادبی به این نوشتار ارائه شده‌است. این الفبا امروزه با تغییراتی جزئی، هنوز توسط ازبک‌های افغانستان برای نوشتار زبان خویش استفاده می‌شود. در دههٔ ۱۹۳۰ میلادی، تصمیم بر آن شد که الفبای اویغوری برای تطابق بهتر با زبان اویغوری نیاز به اصلاحات دارد. اولا که در الفبای عربی-فارسی، چندین حرف صامت برای یک صدای واحد وجود دارد، به‌طور مثال، حروف «ت» و «ط». و دوما این که، الفبای عربی-فارسی حروف و حرکات مورد نیاز برای نشان دادن حروف صدادار موجود در اویغوری را ندارد. به‌طور مثال، صداهای [w], [o]، [ö]، [u]، و [ü]، همگی با حرف «واو» نشان داده می‌شدند. در نتیجه، در سال ۱۹۳۷ میلادی تصمیم بر آن شد که حروف تکراری «ح، ث، ذ، ص.ض.ط. ظ، ع» از زبان اویغوری حذف شده، و حروف جدید «ئا، ئه، ئی، ئی، ئو، ئۇ» برای نشان دادن واکه‌ها به الفبای عربی-اویغوری اضافه شد. پس از اتمام جنگ جهانی دوم و جنگ داخلی چین، این الفبا رسماً جای الفبای پیشین را گرفت. این الفبای پیشین، امروزه با نام نوشتار کهنهٔ اویغور (به ایغوری: ئۇیغۇر کونا ییزیقی) شناخته می‌شود.
در همین حال، با استقرار حکومت کمونیستی در چین، و ارتباط نزدیک آن در اوایل دهه ۱۹۵۰ با اتحاد جماهیر شوروی، زبان‌شناسان و سیاست‌مداران شوروی، مشابه زبان‌های ترکی ترکستان غربی، دولت چین را قانع به تغییر الفبای اویغوری به سیریلیک کردند. در نتیجه نوشتار سیریلیک اویغوری (به ایغوری: ئۇیغۇر کیریل ییزیقی) طراحی شده و در منطقه سین‌کیانگ رسمیت یافت. اما این نوشتار در چین تنها چند سال دوام یافت. با مرگ استالین در ۱۹۵۳، و گسترش اختلاف نظرها و سیاستها بین جمهوری خلق چین و اتحاد جماهیر شوروی، و در نهایت قطع رابطهٔ بین دو کشور در سال ۱۹۶۲، دولت چین تصمیم بر تغییر الفبای اویغوری به لاتین گرفت.
دولت چین الفبایی با الهام از الفبای لاتین زبان ترکی استانبولی، ینگه‌الفبا، و همین‌طور پین‌یین (شیوهٔ استاندارد لاتین‌نویسی زبان چینی)، برای زبان اویغوری ارائه کرد. این الفبا از سال ۱۹۶۵ میلادی، با نام نوشتار نو اویغوری (به ایغوری: ئۇیغۇر ییڭی ییزیقی) رسمیت یافت. اما تحمیل تغییر الفبا بر مردم اویغور در نهایت شکست خورد، و در نهایت، در سال ۱۹۸۳ میلادی، الفبای عربی اویغوری دوباره به عنوان الفبای رسمی زبان اویغوری در سین‌کیانگ به رسمیت شناخته شد.
در همین سال، دو حرف جدید «ئۆ، ئۆ»، برای نشان دادن کاملتر واکه‌های زبان اویغوری به الفبا اضافه شدند. از سال ۱۹۸۳ تا به امروز، الفبای عربی اویغوری الفبای رسمی این زبان می‌باشد. الفبای سیریلیک اویغوری، با وجود این‌که در سین‌کیانگ کاملاً مهو شد اما، اویغورهای ساکن جماهیر شوروی سابق، بالاخص قزاقستان، به مانند دیگر زبانهای روزمرهٔ جامعه، به استفاده از الفبای سیریلیک ادامه دادند.
در سال ۲۰۰۱، الفبای لاتین بار دیگر احیاء شد، اما با تغییرات عمده‌ای، منجمله حذف بسیاری حروف ناآشنا مثل «Ə, Ƣ, Ⱨ, Ɵ,»، و با نام نوشتار لاتین اویغوری (به ایغوری: ئۇیغۇر لاتین ییزیقی) رسمیت یافت. اما باید توجه داشت که زبان‌شناسان طراح نوشتار لاتین، تأکید کرده‌اند که «این الفبای پیشنهادی جایگزین [الفبای فارسی-عربی اویغوری] نخواهد شد و همچنین معرفی آن نباید به عنوان یک اصلاح جدید در سیستم نوشتاری تلقی شود. این الفبا فقط در زمینه‌های مرتبط با کامپیوتر به عنوان یک سیستم نوشتاری کمکی استفاده خواهد شد.»

## الفبای عربی اویغوری
الفبای عربی اویغوری در کل ۳۲ حرف دارد. الفبای عربی اویغوری، حروف تکراری عربی-فارسی «ح، ث، ذ، ص.ض.ط. ظ، ع» را حذف کرده و در وام‌واژه‌ها از حروف «ئ، ت، ز، س، ه» استفاده می‌کند. الفبای عربی، همین‌طور به‌طور کامل حرکات زیر، زبر، و پیش «ــَـ، ــِـ، ــُـ» را حذف کرده. در عوض، در الفبای اویغوری ۸ واکه وجود دارد که تمامی حروف صدادار را بازتاب می‌دهد.
به‌طور مثال، واژهٔ «احتیاط» به صورت «ئیهتییات» نوشته می‌شود. حروف «ح» و «ط» از الفبای اویغور حذف شده و به جای آنها از «ه» و «ت» استفاده شده. به جز آن، بجای «اِ»، حرف صدادار «e» با حرف «ئی» نشان داده شده‌است.

### نقش ی-همزه
در الفبای اویغور، حرف «ئ» زیاد به چشم می‌خورد. اما این حرف جزء یکی از حروف ۳۲ گانهٔ این الفبا به حساب نیامده‌است. این حرف دو نقش را در زبان اویغور ایفا می‌کند. همان‌طور که در مثال «ئیهتییات» به معنی «احتیاط» دیده شد، در الفبای اویغور، این حرف بجای «الف» اول واژه به کار می‌رود. چرا که حرف «الف» خود نقش دیگری را ایفا می‌کند. حرف «ئا» صدای «a» می‌دهد، و قرار نیست نقش دیگری را در نوشتار اویغور ایفا کند. به همین دلیل، نقش «الف» اول واژه به حرف «ئ» واگذار شده‌است.
علاوه بر آن، با حذف کامل حرف «ع»، حرف «ئ» نقش «ع» اول واژه را نیز ایفا می‌کند. برای مثال، واژهٔ «عبادتخانه» به صورت «ئیباده‌تخانا» نوشته می‌شود.
نقش دیگر «ئ» در میان واژگان است. این حرف، همان نقش «ئ» میان‌واژه در زبان فارسی را ایفا می‌کند. برای مثال، واژهٔ«هیئت»، به صورت «هه‌یئیت» نوشته می‌شود.
علاوه بر این، با حذف «ع»، و همین‌طور حروف اضافی دیگری مثل «ؤ» و «أ»، یا این حروف کامل از واژگان حذف شده‌اند، یا حرف «ئ» نقش این حروف در میان واژگان را نیز به عهده گرفته‌است. برای مثال:
- واژهٔ «مؤمن» به صورت «مۆمین» نوشته می‌شود.
- واژهٔ «تأمین» به صورت «ته‌مین» نوشته می‌شود.
- واژهٔ «معامله» به صورت «مۇئامیله» نوشته می‌شود.

### واکه‌ها
الفبای اویغوری دارای ۸ واکه است. به مانند سایر زبان‌های ترکی، واکه‌های اویغوری به پسین و پیشین تقسیم می‌شوند. کلمات در اویغوری باید از قانون هماهنگی واکه‌ای تبعیت کنند، به این معنی که واکه‌های یک کلمه، همگی یا واکه پسین ویا همگی واکه پیشین می‌باشند.
با این وجود، به دلیل تأثیر بسیار زیاد زبان فارسی، و اینکه خیلی از وام‌واژگان (چه فارسی و چه عربی) به تلفظی نزدیک به تلفظ اصلی فارسی آن‌ها تلفظ می‌شوند، به مانند زبان ازبکی، قانون هماهنگی واکه‌ای به سرسختی زبانهایی مثل قرقیزی، ترکی آذربایجانی، و ترکمنی نمی‌باشد.
در نوشتار اویغوری، تفاوتی بین صدای «ی» پسین و صدای «ی» پیشین وجود ندارد. ولی در زبان محاوره‌ای، گویشوران اویغوری، خود به‌طور ناخودآگاه بین این دو حرف تفاوت قائل می‌شوند. (در نوشتارهای ترکمنی و آذربایجانی در ایران بعضاً «ی» پسین را با حرف «یٛ» نشان می‌دهند)
|                                |             | لبی     | لبی     | غیر لبی | غیر لبی |                               | غیر لبی |
|                                |             | تنگ     | باز     | تنگ     | باز     |                               | تنگ     |
| ------------------------------ | ----------- | ------- | ------- | ------- | ------- | ----------------------------- | ------- |
| پسین تیل ئارقا سوزۇق تاۋۇشلار  | عربی        | ئۇ / ۇ  | ئو / و  | ئی / ی  | ئا / ا  | مرکزی تیل ئارا سوزۇق تاۋۇشلار | ئی / ی  |
| پسین تیل ئارقا سوزۇق تاۋۇشلار  | معادل لاتین | U u     | O o     | Y y     | A a     | مرکزی تیل ئارا سوزۇق تاۋۇشلار | ئی / ی  |
| پسین تیل ئارقا سوزۇق تاۋۇشلار  | آوانگاری    | [u]     | [o]     | ([ɯ])   | [ɑ]~[a] | مرکزی تیل ئارا سوزۇق تاۋۇشلار | Ë ë     |
| پیشین تیل ئالدی سوزۇق تاۋۇشلار | عربی        | ئۈ / ۈ  | ئۆ / ۆ  | ئی / ی  | ئه / ه‌  | مرکزی تیل ئارا سوزۇق تاۋۇشلار | Ë ë     |
| پیشین تیل ئالدی سوزۇق تاۋۇشلار | معادل لاتین | Ü ü     | Ö ö     | I i     | E e     | مرکزی تیل ئارا سوزۇق تاۋۇشلار | [e]     |
| پیشین تیل ئالدی سوزۇق تاۋۇشلار | آوانگاری    | [ʉ]~[y] | [ɵ]~[ø] | [ɪ]     | [æ]~[ɛ] | مرکزی تیل ئارا سوزۇق تاۋۇشلار | [e]     |

### حروف الفبای عربی اویغوری و معادل آنها
| الفبای عربی | الفبای عربی | الفبای عربی | الفبای عربی | معادل سیریلیک | معادل لاتین  | معادل لاتین    | آوانگاری   |
| تنها        | آغازی       | میانی       | پایانی      | معادل سیریلیک | «ییڭی ییزیق» | «لاتین ییزیقی» | آوانگاری   |
| ----------- | ----------- | ----------- | ----------- | ------------- | ------------ | -------------- | ---------- |
| ئا‎          | ئا‎          | ـا‎          | ـا‎          | А а           | A a          | A a            | /a/        |
| ئه‌‎          | ئه‌‎          | ـه‌‎          | ـه‌‎          | Ə ə           | Ә ә          | E e            | /æ/        |
| ب‎           | بـ‎          | ـبـ‎         | ـب‎          | Б б           | B b          | B b            | /b/        |
| پ‎           | پـ‎          | ـپـ‎         | ـپ‎          | П п           | P p          | P p            | /p/        |
| ت‎           | تـ‎          | ـتـ‎         | ـت‎          | Т т           | T t          | T t            | /t/        |
| ج‎           | جـ‎          | ـجـ‎         | ـج‎          | Җ җ           | J j          | J j            | /d͡ʒ/       |
| چ‎           | چـ‎          | ـچـ‎         | ـچ‎          | Ч ч           | Q q          | Ch ch          | /t͡ʃ/       |
| خ‎           | خـ‎          | ـخـ‎         | ـخ‎          | Х х           | H h          | X x            | /x/        |
| د‎           | د‎           | ـد‎          | ـد‎          | Д д           | D d          | D d            | /d/        |
| ر‎           | ر‎           | ـر‎          | ـر‎          | Р р           | R r          | R r            | /r/        |
| ز‎           | ز‎           | ـز‎          | ـز‎          | З з           | Z z          | Z z            | /z/        |
| ژ‎           | ژ‎           | ـژ‎          | ـژ‎          | Ж ж           | Ⱬ ⱬ          | Zh zh          | /ʒ/        |
| س‎           | سـ‎          | ـسـ‎         | ـس‎          | С с           | S s          | S s            | /s/        |
| ش‎           | شـ‎          | ـشـ‎         | ـش‎          | Ш ш           | X x          | Sh sh          | /ʃ/        |
| غ‎           | غـ‎          | ـغـ‎         | ـغ‎          | Ғ ғ           | Ƣ ƣ          | Gh gh          | /ʁ,ɣ/      |
| ف‎           | فـ‎          | ـفـ‎         | ـف‎          | Ф ф           | F f          | F f            | /f/        |
| ق‎           | قـ‎          | ـقـ‎         | ـق‎          | Қ қ           | Ⱪ ⱪ          | Q q            | /q/        |
| ک‎           | کـ‎          | ـکـ‎         | ـک‎          | К к           | K k          | K k            | /k/        |
| گ‎           | گـ‎          | ـگـ‎         | ـگ‎          | Г г           | G g          | G g            | /ɡ/        |
| ڭ‎           | ڭـ‎          | ـڭـ‎         | ـڭ‎          | Ң ң           | Ng ng        | Ng ng          | /ŋ/        |
| ل‎           | لـ‎          | ـلـ‎         | ـل‎          | Л л           | L l          | L l            | /l/        |
| م‎           | مـ‎          | ـمـ‎         | ـم‎          | М м           | M m          | M m            | /m/        |
| ن‎           | نـ‎          | ـنـ‎         | ـن‎          | Н н           | N n          | N n            | /n/        |
| ه‎           | هـ‎          | ـهـ‎         | ـه‎          | Һ һ           | Ⱨ ⱨ          | H h            | /h/        |
| ئو‎          | ئو‎          | ـو‎          | ـو‎          | О о           | O o          | O o            | /o/        |
| ئۇ‎          | ئۇ‎          | ـۇ‎          | ـۇ‎          | У у           | U u          | U u            | /u/        |
| ئۆ‎          | ئۆ‎          | ـۆ‎          | ـۆ‎          | Ө ө           | Ɵ ɵ          | Ö ö            | /ø/        |
| ئۈ‎          | ئۈ‎          | ـۈ‎          | ـۈ‎          | Ү ү           | Ü ü          | Ü ü            | /y/        |
| ۋ‎           | ۋ‎           | ـۋ‎          | ـۋ‎          | В в           | V v          | W w            | /v/        |
| ئی‎          | ئیـ‎         | ـیـ‎         | ـی‎          | Е е           | E e          | Ë ë            | /e/        |
| ئی‎          | ئیـ‎         | ـیـ‎         | ـی‎          | И и Ы ы       | I i          | I i            | /ɪ/ یا /ɯ/ |
| ی‎           | یـ‎          | ـیـ‎         | ـی‎          | Й й           | Y y          | Y y            | /j/        |

### مقایسهٔ نوشتار کهنه و کنونی اویغوری
| الفبای کهنهٔ اویغوری پیش از دههٔ ۱۹۵۰ (کونا ییزیق) | الفبای کنونی اویغوری | الفبای لاتین اویغوری | معنی به فارسی    |
| ------------------------------------------------ | -------------------- | -------------------- | ---------------- |
| بغرا                                             | بۇغرا                | bughra               | شتر دوکوهانه نر  |
| ارسلان                                           | ئاریسلان             | arislan              | شیر              |
| سلطان                                            | سۇلتان               | sultan               | سلطان            |
| یوسف                                             | یۈسۈپ                | یوسف                 | یوسف             |
| حسن                                              | هه‌سه‌ن                | Hesen                | حسن              |
| خلق                                              | خه‌لق                 | xelq                 | خلق              |
| کافیر                                            | کاپیر                | kapir                | کافر             |
| مسلمان                                           | مۇسۇلمان             | musulman             | مسلمان           |
| منافق                                            | مۇناپیق              | munapiq              | منافق            |
| اسلام                                            | ئیسلام               | Islam                | اسلام            |
| دین                                              | دین                  | din                  | دین              |
| کاشقر                                            | قه‌شقه‌ر               | Qeshqer              | کاشقر            |
| ختن                                              | خوته‌ن                | Xoten                | ختن              |
| ینگی حصار                                        | ییڭیسار              | Yëngisar             | شهرستان ینگیسار  |
| ساریق قول                                        | ساریقول              | Sariqol              | زبان سریکالی     |
| قیرغیز                                           | قیرغیز               | Qirghiz              | قرقیز            |
| دولان                                            | دولان                | Dolan                | مردم دولان       |
| کوندوز                                           | کۈندۈز               | kündüz               | در طول روز       |
| ساریغ or ساریق                                   | سیریق                | seriq                | زرد              |
| مارالباشی                                        | مارالبیشی            | Maralbëshi           | شهرستان مارالبشی |
| لونگی                                            | لۇنگی                | Lungi                | لونگی            |
| آلتی شهر                                         | ئالته شه‌هه‌ر          | Alte sheher          | آلتی‌شهر          |
| آفاق خواجه                                       | ئاپاق خوجا           | Apaq Xoja            | آفاق خواجه       |
| پیچاق                                            | پیچاق                | pichaq               | چاقو             |

## نمونه متن
ماده ۱ اعلامیه جهانی حقوق بشر
| خط عربی اویغوری | خط سیریلیک اویغوری | خط لاتین اویغوری | ترجمه فارسی |
| هه‌ممه ئاده‌م تۇغۇلۇشیدینلا ئه‌رکین، ئیززه‌ت. هۆرمه‌ت ۋه هوقۇقتا باب. باراۋه‌ر بولۇپ تۇغۇلغان. ئۇلار ئه‌قیلگه ۋه ۋیجدانغا ئیگه هه‌مده بیر. بیریگه قیرینداشلیق مۇناسیۋیتیگه خاس روه بیله‌ن مۇئامیله قیلیشی کیره‌ک. ‎‎ | Һәммә адәм туғулушидинла әркин, иззәт-һөрмәт вә һоқуқта баббаравәр болуп туғулған. Улар әқилгә вә виҗданға игә һәмдә бир-биригә қериндашлиқ мунасивитигә хас роһ билән муамилә қилиши керәк. | Hemme adem tughulushidinla erkin, izzet-hörmet we hoquqta babbarawer bolup tughulghan. Ular eqilge we wijdan'gha ige hemde bir-birige qërindashliq munasiwitige xas roh bilen muamile qilishi kërek. | همه انسان‌ها آزاد به دنیا می‌آیند و از نظر حیثیت و حقوق برابر هستند. آنها دارای عقل و وجدان هستند و باید نسبت به یکدیگر با روحیه برادری رفتار کنند. |